# Аурелия Страсбургская
Аурелия (IV век) — святая дева Аргенторатская (Страсбургская). День памяти — 15 октября.
Согласно преданию, св. Аурелия сопровождала святую Урсулу и одиннадцать тысяч дев из Римской Британии в Колонию Агриппину (современный Кёльн), где они были с почётом встречены епископом Колонским Аквилином. Из Колонии путешествующие проследовали в Басилею. Из Басилеи они спустились вниз по Рейну до Аргентората (современный Страсбург), где св. Аурелия сильно простудилась и скончалась за несколько дней. Три девы были оставлены ухаживать за ней. Ей, в частности, молятся при простуде в храме, носящем её имя. Три её компаньонки прожили на том же месте много лет и были там похоронены. Спустя несколько веков их могила была вскрыта и их тела были обретены, нетронутые тленом и помеченные их именами. Это предание воспроизведено в современном бревиарии епархии Страсбурга.
Грандидьё (Grandidier), кто ставил вопрос об аутентичности предания, замечал, что почитание св. Аурелии была уже очень популярно в Страсбурге в IX веке.
Имеется предположение, что храм святой Аурелии в Страсбурге был воздвигнут поверх крипты, в которой располагалась могила св. Аурелии.
В 1524 году Мартин Буцер вскоре после своего назначения пастором церкви, подговорил членов гильдии садовников вскрыть могилу и удалить оттуда мощи, мотивируя это тем, что могила стала предметом поклонения идолам.